# Yu Ji-tae
Yu Ji-tae (ou Yoo Ji-tae), né le 13 avril 1976 à Séoul, est un acteur sud-coréen.

## Biographie
Yu Ji-tae devient célèbre dans son pays grâce à ses rôles dans les films Attack the Gas Station! (1999) et Ditto (2000). En 2003, il tient des rôles importants dans 3 films : Natural City, Into the Mirror et surtout Old Boy, où son personnage de riche excentrique obsédé par sa vengeance le fait connaître internationalement. Il continue à tenir des rôles importants dans des films tels que La femme est l'avenir de l'homme (2004) et Antarctic Journal (2005). 
En 2012, il réalise son premier long métrage, Mai Ratima, qui remporte le prix du jury au festival du film asiatique de Deauville.
Il s'est marié avec l'actrice Kim Hyo-jin en 2011 et le premier enfant du couple est né en 2014.
En 2022, il apparaît dans le rôle du professeur dans Money Heist : Korea, le remake coréen de la série télévisée La casa de papel.

## Filmographie

### Acteur
- 1998 : Bye June (en) : Do-gi
- 1999 : Attack the Gas Station! : Paint
- 2000 : Ditto : Ji In
- 2000 : Nightmare : Hyun-jun
- 2001 : One Fine Spring Day : Sang-woo
- 2003 : Into the Mirror : Woo Yeong-min
- 2003 : Natural City : R
- 2003 : Old Boy de Park Chan-wook : Lee Woo-jin
- 2004 : La femme est l'avenir de l'homme de Hong Sang-soo : Mun-ho
- 2005 : Antarctic Journal : Kim Min-jae
- 2005 : Lady Vengeance de Park Chan-wook : Won-mo plus âgé
- 2006 : Traces of Love (en) : Choi Hyun-woo
- 2008 : Hello, Schoolgirl (en) : Kwon Yeon-woo
- 2009 : Star's Lover (en) (série télévisée) : Kim Chul-soo
- 2010 : Midnight FM : Han Dong-soo
- 2013 : Human Trust (en) : Osamu Endo
- 2014 : The Tenor – Lirico Spinto (en) : Bae Jae-chul
- 2015 : Healer : Kim Mun-ho
- 2017 : Mad Dog (ko) (série télévisée)  : Choi Kang-Woo
- 2018 : The House That Jack Built de Lars von Trier : Homme 2
- 2019 : Money (돈) de  Park Noo-ri : le « Guichetier »
- 2022 : Money Heist Korea : Le Professeur

### Réalisateur
- 2012 : Mai Ratima